# Rufus Wainwright
Rufus Wainwright (Rhinebeck, Nova York, 22 de juliol de 1973) és un cantautor en anglès i francès amb doble nacionalitat dels EUA i el Canadà.
Els seus pares són els cantants de folk Loudon Wainwright III i Kate McGarrigle; la seua germana menuda és cantant i compositora Martha Wainwright. Rufur va començar a tocar el piano amb sis anys i va fer gires amb la seva família als tretze. La seva música té unes marcades influències líriques que van des de l'òpera fins a la chanson, passant pel musical.

## Àlbums
- Rufus Wainwright (1998, DreamWorks)
- Poses (2001, DreamWorks)
- Want One (2003, DreamWorks)
- Waiting for a Want (EP; 2004, DreamWorks)
- Want Two (2004, DreamWorks/Geffen)
- Alright Already (EP; 2005, DreamWorks/Geffen)
- Release the Stars (2007, Geffen)
- Rufus Does Judy at Carnegie Hall (2007)
- Milwaukee at Last!!! (2009)
- All Days Are Nights: Songs for Lulu (2010)
- House of Rufus (2011)
- Out of the Game (2012)

## Filmografia
- I'm Your Man (2005)
- The Aviator (2004)
- Heights (2004)

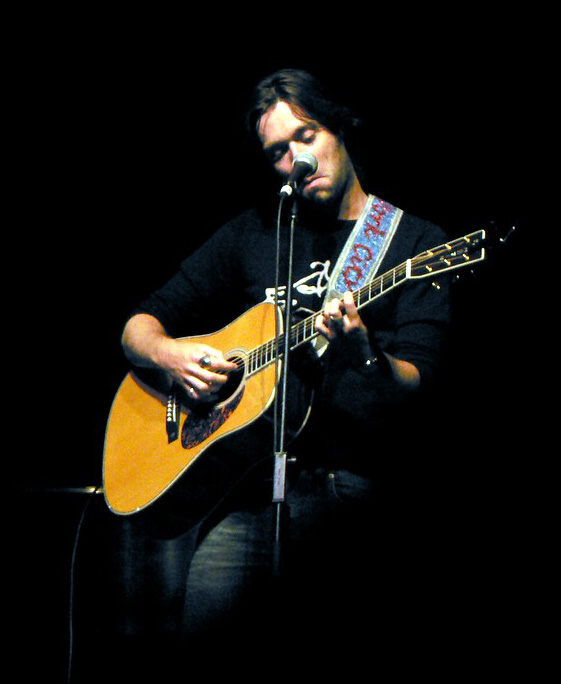
Rufus Wainwright

- Tommy Tricker and the Stamp Traveller (1988)

## Premis
- 1989 - Genie Awards, Best Original Song, "I'm A Runnin'"
- 1999 - Premi Juno, al millor àlbum de música alternativa, Rufus Wainwright
- 1999 - Oustanding Music Album, Premis GLAAD
- 1999 - Debut Album of the Year, Gay/Lesbian American Music Awards
- 2002 - Premi Juno, Best Alternative Album, Poses